# Estadio Constant Vanden Stock
El Estadio Constant Vanden Stock (en francés: Stade Constant Vanden Stock) por razones de patrocinio Lotto Park es un estadio de fútbol que se encuentra ubicado en el municipio de Anderlecht, en la Región de Bruselas, Bélgica. En este estadio disputa los partidos en casa el RSC Anderlecht.
En 1917 el Anderlecht se instaló en el borde del Meirpark (después Parque Astrid), en un nuevo estadio que construyeron. Lo llamaron Estadio Émile Versé. En 1983, el estadio fue completamente reconstruido y tomó el nombre del presidente Constant Vanden Stock. Su capacidad es de aproximadamente 28 361 espectadores. Detrás de las porterías la grada es de plazas de pie aunque durante los partidos europeos el estadio exige que todo el público esté sentado, por lo que decrementa la capacidad.

## Otra información
La dirección del estadio es Avenida Théo Verbeecklaan 2, B-1070 Anderlecht. Está localizado cerca de la estación de Saint-Guidon. El estadio posee un restaurante de una estrella (Le Saint-Guidon) y una cafetería además de la tienda oficial de material del club.
Por otro lado, los equipos belgas que clasifican a competiciones europeas y sus estadios no cumplen con los requisitos UEFA, disputan sus partidos aquí. Por ejemplo, el Royale Union Saint-Gilloise en la Europa League 2023-24.

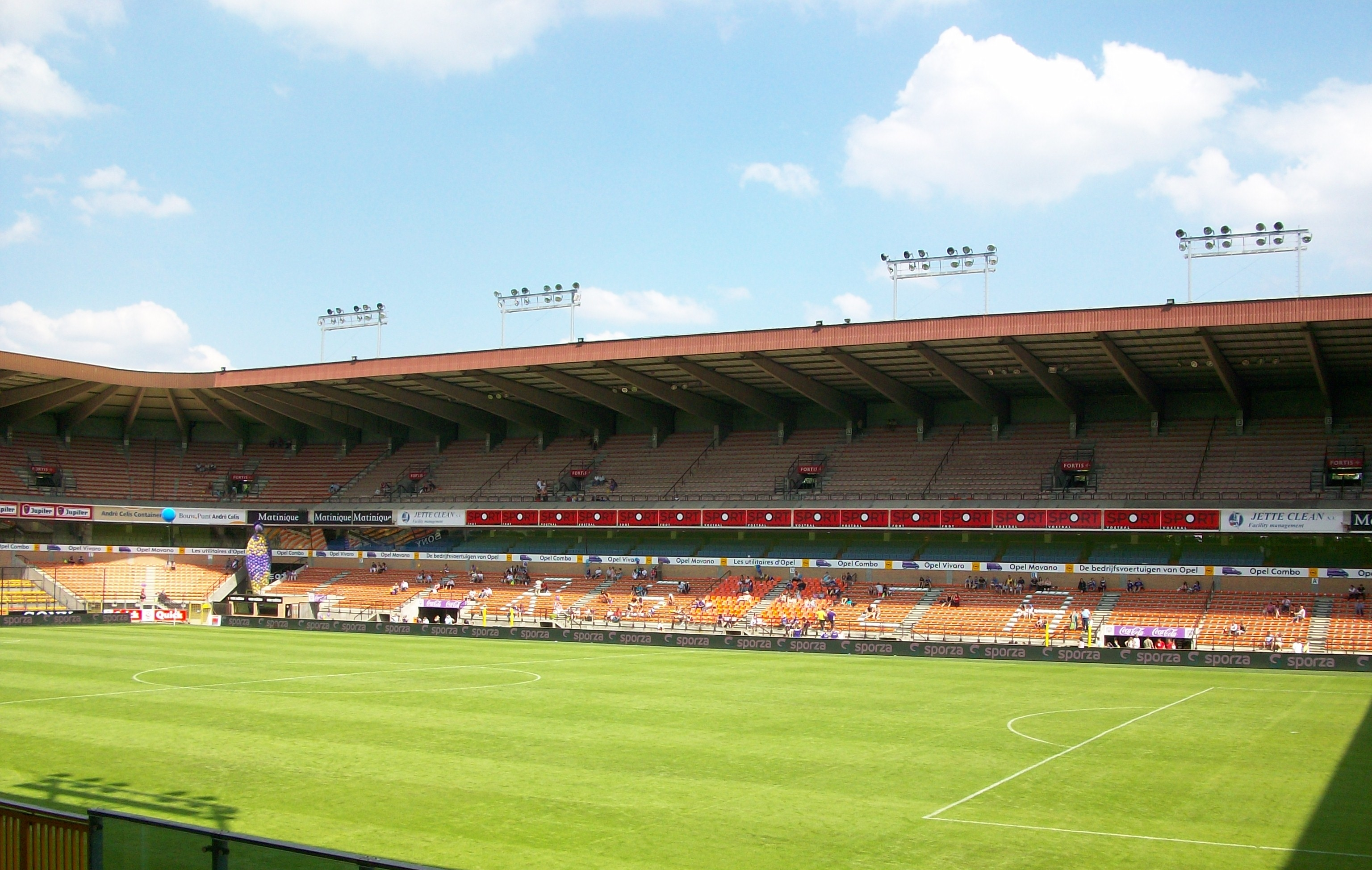
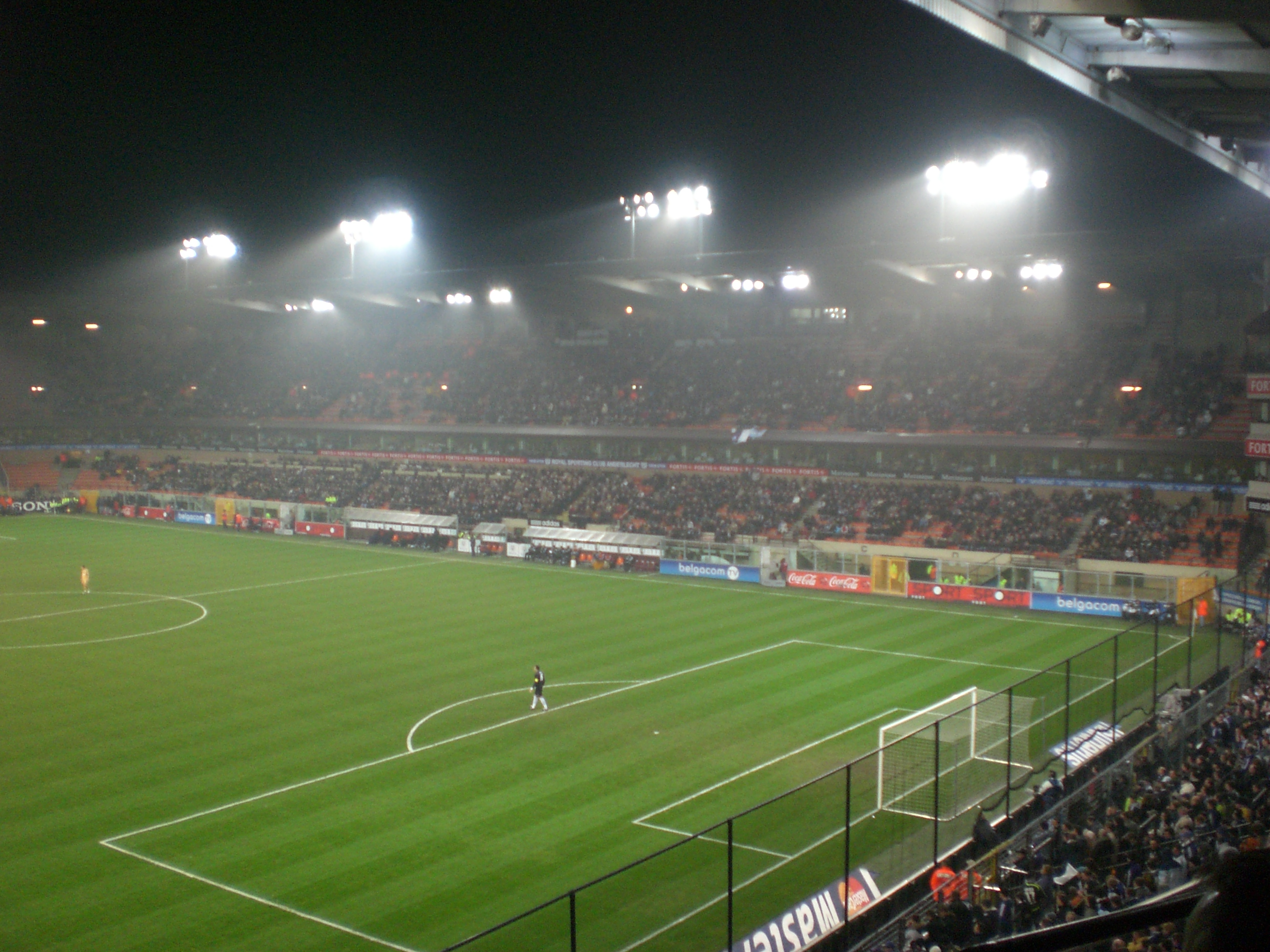